# Албанија на Европском првенству у атлетици у дворани 2021.
Албанија је пријавила два такмичара на 36. Европском првенству у дворани 2021 који се одржао у Торуњу, Пољска, од 4. до 7. марта. Ово би било дванаесто европско првенство у атлетици у дворани од 1992. године када је Албанија први пут учествовала, а од 2005. је редован учесник.  Репрезентацију Албаније представљала су 2 такмичара који се такмичили у 2 дисциплине.
На овом такмичењу такмичари из Албаније нису освојили ниједну медаљу.

## Учесници
Мушкарци:
- Франко Бурај — 400 м
- Измир Смајљај — Скок удаљ

## Резултати

### Мушкарци
| Атлетичар     | Дисциплина | Лични рекорд | Квалификације | Квалификације | Полуфинале | Полуфинале | Финале                 | Финале       | Детаљи                                   |
| Атлетичар     | Дисциплина | Лични рекорд | Резултат      | Место         | Резултат   | Место      | Резултат               | Место        | Детаљи                                   |
| ------------- | ---------- | ------------ | ------------- | ------------- | ---------- | ---------- | ---------------------- | ------------ | ---------------------------------------- |
| Франко Бурај  | 400 м      | 46,83 НР     | 47,42 КВ      | 2. у гр. 5    | 47,45      | 5. у гр. 2 | Нису се квалификоваали | 14 / 48 (49) |                                          |
| Измир Смајљај | Скок удаљ  | 8,08 НР      | 7,69          | 9.            |            |            | Нису се квалификоваали | 9 / 14       | Архивирано на веб-сајту (30. април 2021) |